# Skipinnish
Skipinnish is een traditionele Schots-Gaelisch band van de Schotse Hooglanden. De band (en het bedrijf) Skipinnish is opgericht door Angus MacPhail en Andrew Stevenson in 1999 te Glasgow.

## Bedrijf Skipinnish
The Skipinnish Brand of het Skipinnish Bedrijf wordt ook gebruikt om Whisky en twee cèilidh-cafés te promoten. De cafés, Skipinnish Ceilidh House genaamd, zijn gelegen in Oban en Fort William.

## Skipinnish Records
De band heeft zijn eigen platenlabel met bands zoals Skerryvore en Gary Innes. Twee compilatiealbums werden uitgegeven door de Skipinnish Records-artiesten: The Deluxe Blend of Highland Music: The Best of Skipinnish Records (2006) en Best from Skipinnish Records, Vol. 2 (2010).

## Leden
Huidige muzikanten
- Angus MacPhail: accordeon, achtergrondzang
- Andrew Stevenson: doedelzak
- Norrie MacIver: zang en gitaar
- Rory Grindlay: drums
- Alasdair Murray: drum, doedelzak
- Alistair Iain Paterson: piano en achtergrondzang
- Charlotte Printer: bas en achtergrondzang
- Archie McAllister: viool

Regelmatig terugkerende gastmuzikanten
- Duncan Nicholson: doedelzak, fluitjes
- Kyle Orr: doedelzak, fluitjes

## Discografie

### Albums
- Skipinnish (2001)
- Sgurr Mor to Skerryvore (2003)
- Deoch 'N' Dorus (2005)
- The Sound of the Summer (2007)
- Live From The Ceilidh House (2009)
- Atlantic Roar (2013)
- Western Ocean (2014)
- The Seventh Wave (2017)
- Steer By The Stars (2019)

### Singles
- "Walking on the Waves" (2004)
- "December" (2014)
- "The Island" (2015)